# Середній рибальський морозильний траулер проєкту 502 ЕМ

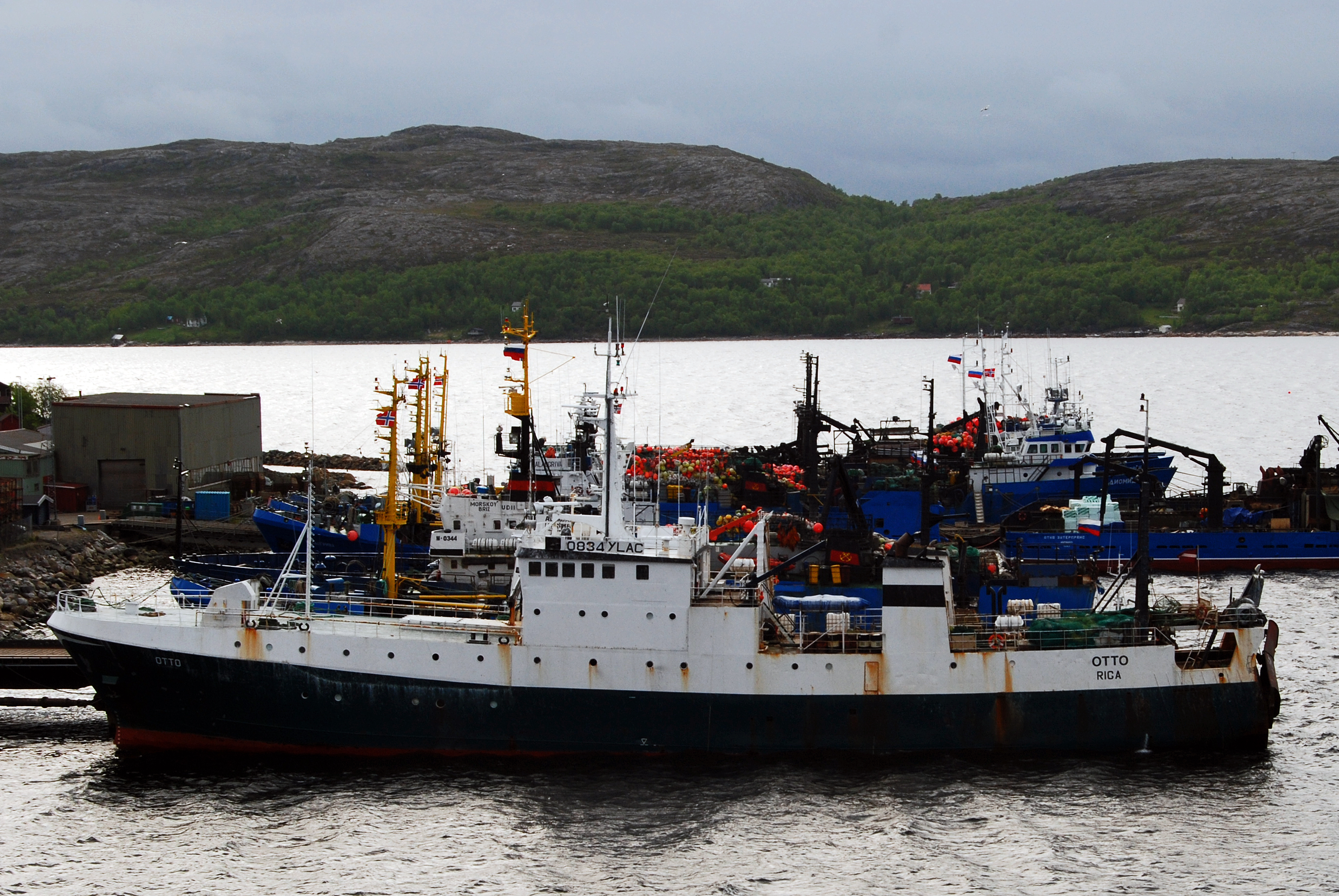
Промислове судно проєкту 502ЕМ, тип Василь Яковенко

Середній рибальський морозильний траулер проєкту 502 ЕМ (тип «Василь Яковенко») — серія середніх рибальських траулерів (СРТМ). Призначені для промислів донним і пелагічним тралами, переробки риби на морожену продукцію, її зберігання в морозильних трюмах за температури -25°С й передачі на транспортні судна в районі промислу, або транспортування її на берегові об'єкти. Судно може бути побудоване для вилову риби кошелем з можливістю переобладнання береговими засобами для промислу тралом і навпаки. Район плавання — необмежений.

## Історія

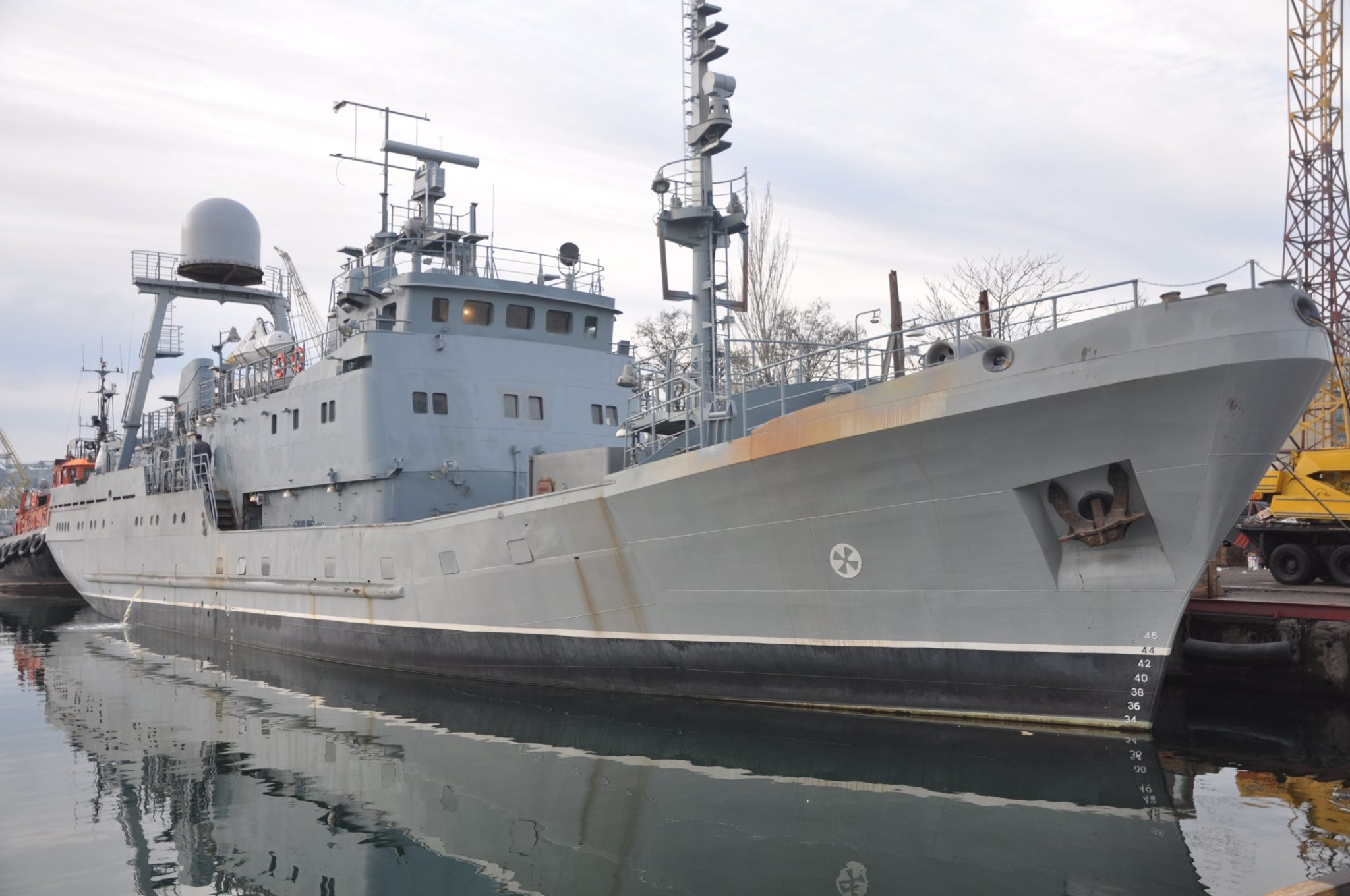
Середній розвідувальний корабель «Сімферо́поль»

Будувалися в період від 1971 до 2009 року на суднобудівному заводі «Ленінська кузня» в Києві. Всього було побудовано 347 суден. Призначалися для вилову риби за допомогою тралу або кошельового неводу в морській і океанічній промислових зонах, переробки риби на морожену продукцію з можливістю зберігання або передачі її на транспортні рефрежиратори й берегові пункти прийому.
Це модернізація СРТМ типу «Железный Поток» (Залізний Потік). Також на базі проєкту 502ЕМ було побудовано 16 РПС типу «Исследователь Балтики» (Дослідник Балтики). Траулери проєкту 502ЕМ експортувалися до: Болгарії, Ємену, Іраку, В'єтнаму, Сомалі. Після здачі останніх двох суден «Poseydon I» і «Poseydon II» на верфі залишився 1 недобудований корпус.
В 2017 році стало відомо, що на основі цього корпусу буде побудований середній розвідувальний корабель для ВМСУ.
У середній частині корпусу судна (довжиною 54,8 метрів) розташовані надбудова з ходовою рубкою й побутовими приміщеннями. Машинне відділення зміщене ближче до корми. На робочій палубі розташована ваєрна лебідка з барабанами для ваєрів (сталевих тросів, які несуть трал). В кормі судна є малий портал і сліп (спеціальна похила ділянка палуби по якій здійснюється спуск і підйом тралу).
Судна обладнані дизельним двигуном потужністю 1000 або 1160 к.с., двома рефрижераторними трюмами об'ємом 414 кубічних метрів, з температрою охолодження -18 градусів. Технологічне обладнання судна дозволяє виготовляти до 22 тонн замороженої риби на добу.
СРТМ типу «Василь Яковенко» можуть автономно працювати в морі до 28 діб.

## Технічні характеристики
- Довжина найбільша 54,8 м
- Довжина між перпендикулярами 49,4 м
- Ширина 9,8 м
- Висота борту 5,0 м
- Осадка 4,14 м
- Водоттонажність повна 1220 тонн
- Об'єм морозильного трюму 412 м куб.
- Швидкість 11,6 вуз.
- Дальність плавання 7200 миль
- Дедвейт 394 тонн
- Екіпаж 29 ос.
- Автономність 28 діб
- Регістрова місткість валова 723 рег. тонн
- Регістрова місткість чиста 216 рег. тонн
- Тип головної установки Дизель з ВРШ
- Потужність гол. дизеля 853 кВт